# 氣旋尼洛法
極強氣旋風暴尼洛法（英語：Extremely Severe Cyclonic Storm Nilofar）是當時阿拉伯海第三強烈的熱帶氣旋。在2014年10月下旬，它達到每小時205至215公里的最大持续风速。印度氣象局（IMD）將其命名為尼洛法（Nilofar）；這個名字是由巴基斯坦提供，是指荷花。風暴的西面雨帶導致阿曼東北部洪水氾濫，造成四人死亡。
尼洛法起源於印度與阿拉伯半島之間的低氣壓區，在10月25日發展成為一個低氣壓，並在有利條件的地區下大致向北移動。10月26日，該系統增強為氣旋風暴。尼洛法在良好的條件下快速組織，發展出明確的風眼和結構，在10月28日達到了最高強度。當時，尼洛法預計將在印度西部登陸，促使當地人員撤離和執行防災措施。然而，高风切变導致風暴快速減弱，而尼洛法則在10月31日於印度古吉拉特邦離岸海域退化為殘留低氣壓區。

## 氣象歷史
2014年10月中旬，季風槽在印度西岸的阿拉伯海上變得活躍。10月19日，一個環流在拉克沙群島附近形成，幾天幾乎停留不動。10月21日，它形成了一個明顯的低氣壓區，並在第二天產生強烈的對流區域。儘管處於中度風切變，良好條件有利於進一步發展，由位於它東北偏東方的反氣旋帶來高海水溫度和良好的流出。結構在10月24日更有組織，破碎的雨帶圍繞一個模糊的環流旋轉。當天，美國的聯合颱風警報中心（JTWC）將其歸類為熱帶低氣壓，雖然當時該機構沒有發出警告。10月25日凌晨0時，印度氣象局把位於阿拉伯马斯喀特東南約1270公里的系統歸類為低氣壓。
當系統首次形成時，它受惠於介乎攝氏28至30度的高溫水溫度以及馬登－朱利安振盪的有利階段。中度風切變和與季候風持續相互作用使大部分最深層的對流分離到系統西部邊緣。10月25日中午12時，該系統的組織足以讓聯合颱風警報中心將其歸類為第四號熱帶氣旋，並且在雷暴中有跡象發展出眼狀特徵。在歸類為第四號熱帶氣旋的時候，受到南方副熱帶高壓脊的控制，風暴向東北方移動，受到西北方另一個副熱帶高壓脊的影響，尼洛法在10月26日的速度放緩。當天，系統迅速增強；印度氣象局在UTC凌晨3時將低氣壓升格為強低氣壓，再於UTC上午6時升格為氣旋風暴尼洛法，更於UTC晚上9時升格為強烈氣旋風暴。UTC10月25日凌晨0時，聯合颱風警報中心根據風暴發展出54公里的風眼，將其升級至相當於颶風的最低標準。當天，氣旋受東方的高壓脊影響向更西北方移動，而對流的核心變得更加對稱和緊密。此時，熱帶氣旋預報模型預計尼洛法拉最終將會轉向到東北方移動，並在印度西部登陸。
10月27日上午6時，印度氣象局將尼洛法升級為特強氣旋風暴。當風切變下降後，風暴快速增强。與此同時，其風眼直徑收縮至19公里。UTC10月28日上午9時，印度氣象局將尼洛法進一步升級為極強氣旋風暴。6小時後，聯合颱風警報中心估計其最高1分鐘風速為每小時215公里；當時，由於條件和組織良好，該機構預計風暴將進一步加強。10月28日下午6時，印度氣象局估計其最高3分鐘風速為每小時205公里，當時尼洛法是阿拉伯海第三強烈的風暴。10月29日，尼洛法因風切變增加而開始減弱，對流強度下降。與此同時，風暴圍繞位放東方的高壓脊而轉向東移動。越來越冷和乾燥的空氣以及較冷的海水導致風暴迅速瓦解，之前細小而明確的風眼於UTC10月29日上午6時消失。當天晚上，中心開始從對流中脫離，這是快速減弱的跡象。晚上ㄞ時，印度氣象局將其降級為強烈氣旋風暴。10月30日早上，聯合颱風警報中心將尼洛法降級為熱帶風暴，隨後環流從對流中暴露出來。當天晚上6時，聯合颱風警報中心發布了最後的公告。尼洛法在10月31日進一步減弱為低氣壓，不久在印度古吉拉特邦離岸海域退化為殘留低氣壓區。

## 防災措施和影響

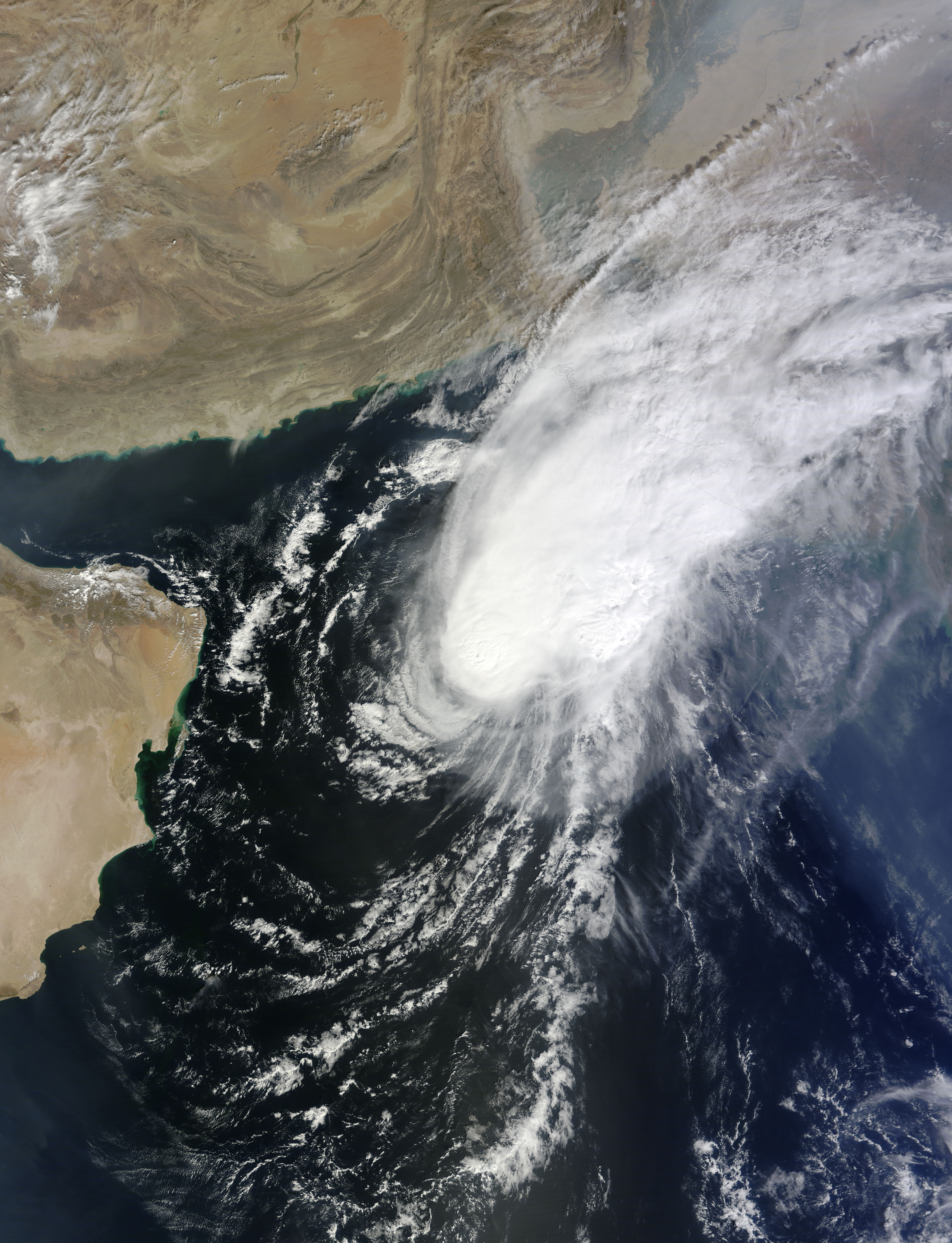
10月30日，氣旋尼洛法不敵強烈的風切變。注意部分低層環流暴露在中心密集雲團區的西側

海上浮標記錄了3.2米高的浪和每小時41公里的風速。風暴的外圍在阿曼東北部的魯斯塔克造成了洪水氾濫，一輛車在一個淹沒的乾谷中被沖走後，造成4人死亡。另外一輛車在魯斯塔克以西的洪水中被困，5人獲救。
在風暴的發展階段，尼洛法的外圍在果阿邦马尔加奥降下410毫米的雨量，幫助該邦記錄了4年來產生降水最多的10月。印度西岸附近的其他地區亦遭受強降雨。風暴的威脅促使官員在印度西部撤離近3萬人，使用200個避風塘。大多數流離失所的人生活在茅草屋和薄弱的建築物中。在沿海地區，學校停課兩天。風暴減弱後，大部分撤離的人員迅速返回家園。為了盡量減少損壞，樹木被修剪，以消除因落下的枝條造成的損壞，並且全面停止捕魚活動，約有5000艘船被建議折返。古吉拉特邦官員向所有火腿电台操作員發出了暴風雨的警告。康德拉和蒙德拉港口收到了2號警告信號。國家反應部隊在甘地哈德姆、德瓦尔卡、博尔本德尔、韦拉瓦尔、拉杰果德和普傑部署了救援和康復小組，而待命隊駐紮在艾哈迈达巴德和巴罗达。經歷9月份致命的水災，10月份的氣旋赫德赫德，電話公司在尼洛法侵襲期間進行了更大的準備，以確保風暴期間的營運，包括緊急熱線，在收容所設置互聯網和移動電話塔。儘管風暴的威脅，尼洛法只在古吉拉特邦沿岸產生了輕微的降雨和陣風。不合時宜的降雨造成马哈拉施特拉邦芒果的失收，導致價格上漲。轉移的空氣模式給印度西部帶來較冷的氣溫，表示季候風季節結束，同時南部污染地區所引起的霧霾和煙霞亦因此帶到德里。
在巴基斯坦，漁民也被警告遠離海洋，沿海地區的人們被疏散。該國的海军、海岸警衛隊、海上安全局和漁民組織幫助救援駐紮在海上的漁民。在信德省沿岸，沐浴和游泳被禁止了幾天。受尼洛法大量降雨的影響，卡拉奇有輕微的停電。

## 外部連結
- 04A.NILOFAR （页面存档备份，存于） 來自美國海軍研究實驗室